# Cerreto di Spoleto
Cerreto di Spoleto ist eine italienische Gemeinde mit 970 Einwohnern (Stand 31. Dezember 2023) in der Provinz Perugia in der Region Umbrien.

## Geografie
Die Gemeinde erstreckt sich über rund 75 km². Die Gemeinde liegt etwa 60 km südöstlich von Perugia an den Flüssen Nera, Corno, Tissino und Vigi auf dem Hügel San Sebastiano an der gegenüberliegenden Seite des Monte Maggiore (1428 m), getrennt durch das Vigital (Valle del Vigi) und in der Nähe des Monte Galloro (1209 m), des Monte Motillo (708 m) und des Monte Lo Stiglio (864 m). Die Gemeinde liegt in der klimatischen Einordnung italienischer Gemeinden in der Zone E, 2 355 GR/G.
Die Nachbargemeinden sind Campello sul Clitunno, Cascia, Norcia, Poggiodomo, Preci, Sellano, Vallo di Nera und Visso (MC).

### Ortsteile
Zu den Ortsteilen gehören:
- Borgo Cerreto, Ortsteil bei 357 m s.l.m. direkt unterhalb der historischen Altstadt (557 m) am Zusammenfluss von Nera und Vigi.
- Bugiano, auch Buggiano geschrieben oder Il Contado (Die Grafschaft) genannt. Der Ortsteil entstand im 16. Jahrhundert am Fluss Vigi und erlitt 1979 Schäden durch ein Erdbeben.
- Nortosce, Ortsteil mit Burg aus dem 13. Jahrhundert bei 851 m s.l.m.
- Ponte, Ortsteil bei 441 m s.l.m. Entstammt der Zeit der Langobarden als Wacht über dem Neratal. Der Name entstammt einer römischen Brücke.
- Rocchetta bzw. Rocchetta di Cerreto, Ortsteil im Tessinotal (Valle del Tessino, z. T. auch Tissino genannt) bei 793 m s.l.m. Der Ortsname entstammt dem Begriff Rocca (Festung oder auch Burg), die Festung selbst wurde früher auch Rocca Oddi genannt.
- Triponzo, Ortsteil am Zusammenfluss von Nera und Corno mit Burg aus dem 13. Jahrhundert.

## Geschichte

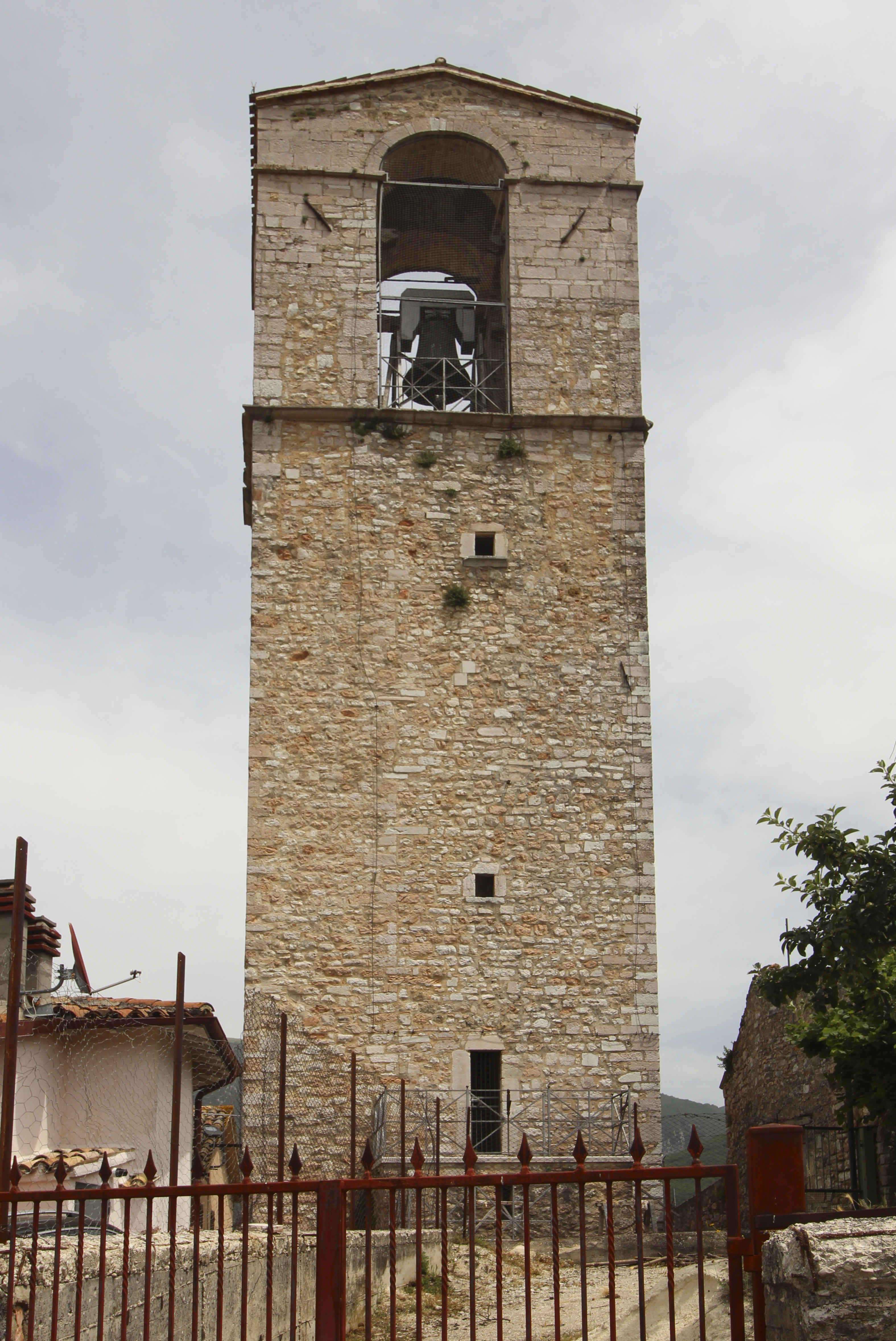
Der Torre Campanaria

Der Ort entstand durch die Römische Republik und den Legionen von Manius Curius Dentatus ca. 290 v. Chr. In der Zeit der Langobarden wurde der Cerreto Gastalde des heutigen Ortsteils Ponte. Zum Schutz vor den Sarazenen unterwarf sich der Ort 1221 den Grafen von Spoleto. Zu dieser Zeit entstand die Burg (Castello) in der heutigen Altstadt. Um sich von Spoleto zu trennen, wandte sich Cerreto zusammen mit dem Ort Ponte 1442 an Francesco I. Sforza, die Unabhängigkeit wurde aber durch den Kirchenstaat unter Hilfe von Niccolò Piccinino verhindert. In den nachfolgenden Jahren stand der Ort im permanenten Konflikt zu Norcia und blieb bis 1569 beim Kirchenstaat. Dann wurde die Gemeinde von Norcia verwaltet. Durch die napoleonische Besatzung ging die Verwaltung kurzzeitig wieder an Spoleto, danach wurde der Ort eigenständige Gemeinde. Nach der Einheit Italiens stieg die Bevölkerungszahl von ca. 1900 auf über 2300 Einwohner im Jahr 1921, danach erlebte der Ort einen Bevölkerungsschwund, der sich aktuell bei ca. 1200 Einwohnern hält.

## Namensherkunft und Spitznamen
Der Ortsname Cerreto entstammt dem Wort Cerro, der sich auf die im Ortswappen befindliche Zerreiche bezieht. Zudem beansprucht der Ort für sich, Ursprung des Wortes Scharlatan zu sein. Die Herkunft des Begriffs ist auf eine Verschmelzung des Demonym Cerretani und dem altitalienischen Wort ciarlare („schwätzen“) zurückzuführen.

## Sehenswürdigkeiten

### Im Ortskern

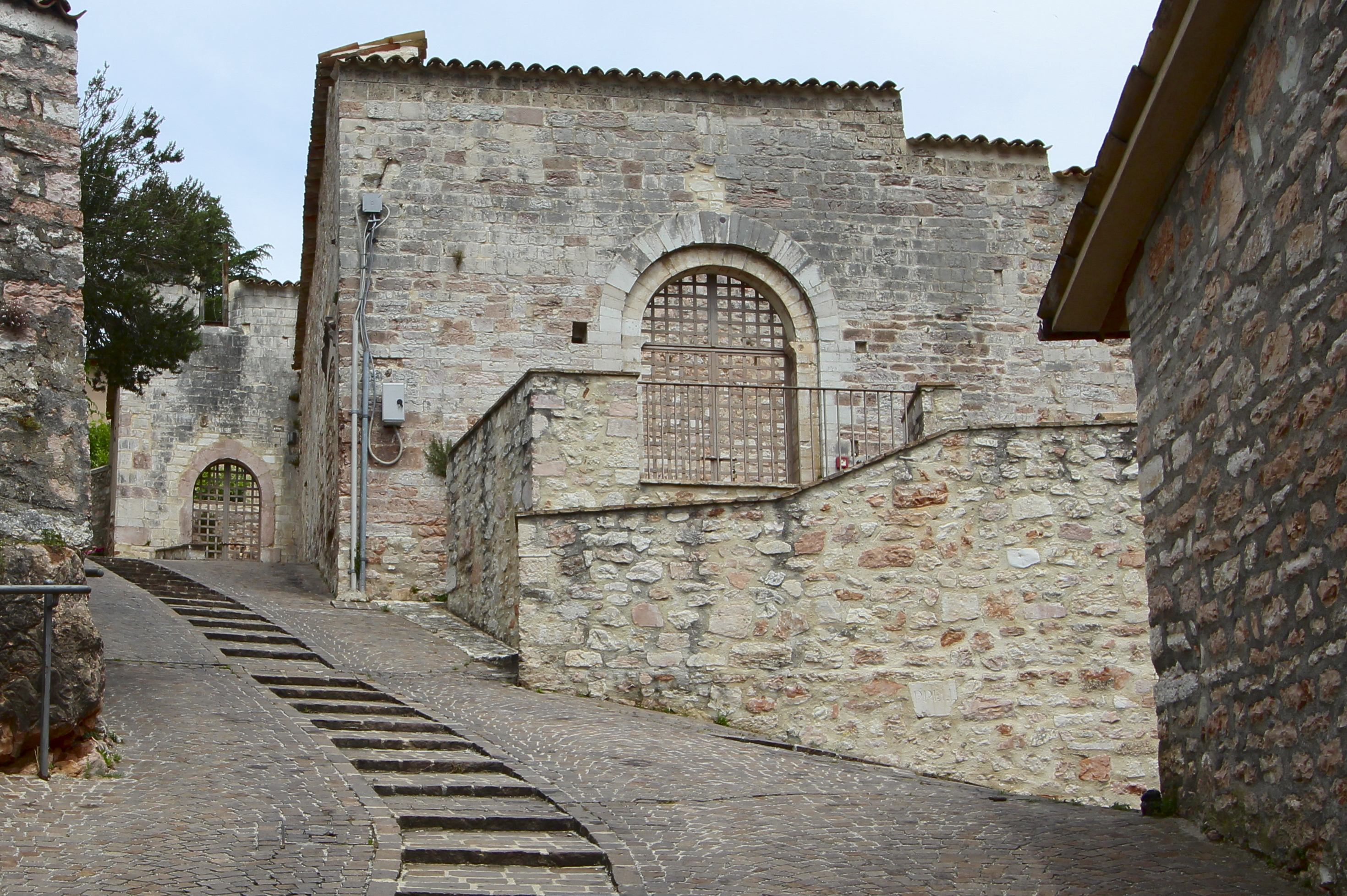
Die Kirchenruine San Nicola

- Torre Campanaria, Campanile und späterer Uhrturm am höchsten Punkt des Ortes. Wurde 1452 errichtet, das Uhrwerk wurde 1565 installiert. Die Höhe des Bauwerkes beträgt 21 Meter.
- Chiesa di Santa Maria Annunziata, Kirche im Hauptort, die 1517 über einer bereits im 13. Jahrhundert bestehenden Kirche entstand. Das Steinportal entstand 1592. Enthält das Leinwandbild Madonna del Rosario von Felice Damiani (Gubbio, 1560–1608) und ein Weihwasserbecken aus dem Jahr 1668.
- Chiesa di San Giacomo, auch Monastero di San Giacomo, Kirche und Kloster im unteren Teil des Hauptortes Cerreto Alto. Entstand im 13. Jahrhundert und ist heute Sitz der Organisation CEDRAV (Centro per la Documentazione e la Ricerca Antropologica in Valnerina).
- Chiesa di Santa Maria Delibera, Kirche am Westhang der Altstadt. Enthält das Leinwandgemälde "Madonna col Bambino con i Santi Antonio Abate e Lucia" von Felice Damiani aus dem Jahr 1581.
- San Nicola Kirche aus dem 13. Jahrhundert, heute eine Ruine.[5]
- Palazzo Argentieri, Palast der Familie Scarduzzi aus dem 18. Jahrhundert.
- Palazzo Bonifazi, Gebäude aus dem 17. Jahrhundert an der Piazza Pontano.
- Palazzo Comunale, ehemaliges Rathaus aus dem 16. Jahrhundert.
- Palazzo Comunale, heutiges Rathaus, entstand im 19. Jahrhundert an der Stelle der alten Burg.
- Palazzo Orlandini, Palast aus dem 17. Jahrhundert.
- Palazzo Nobili, 17. Jahrhundert.
- Palazzo Toni, 16. Jahrhundert.
- Palazzo Vespasiani, 18. Jahrhundert.

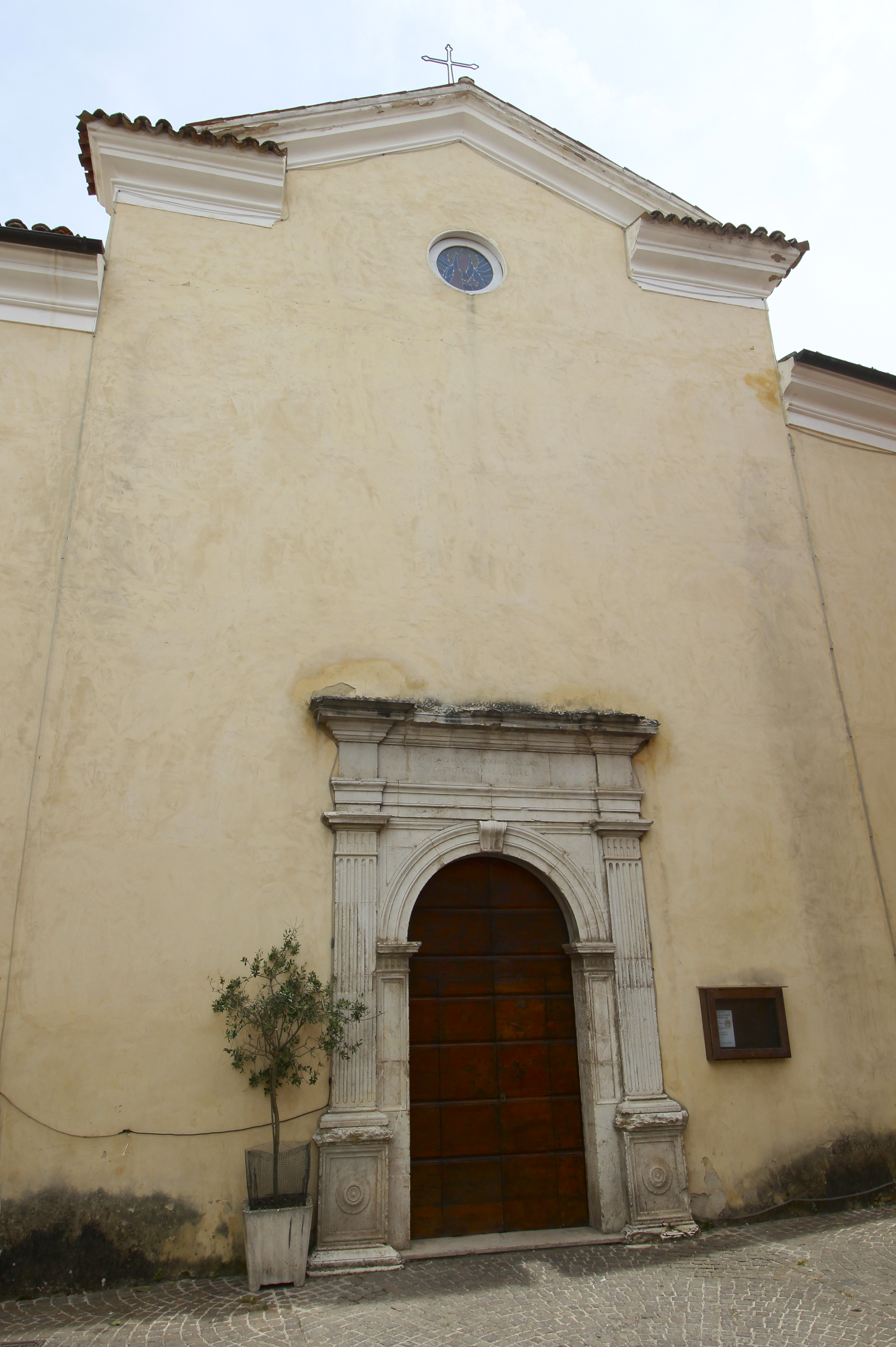
Die Pfarrkirche Santa Maria Annunziata
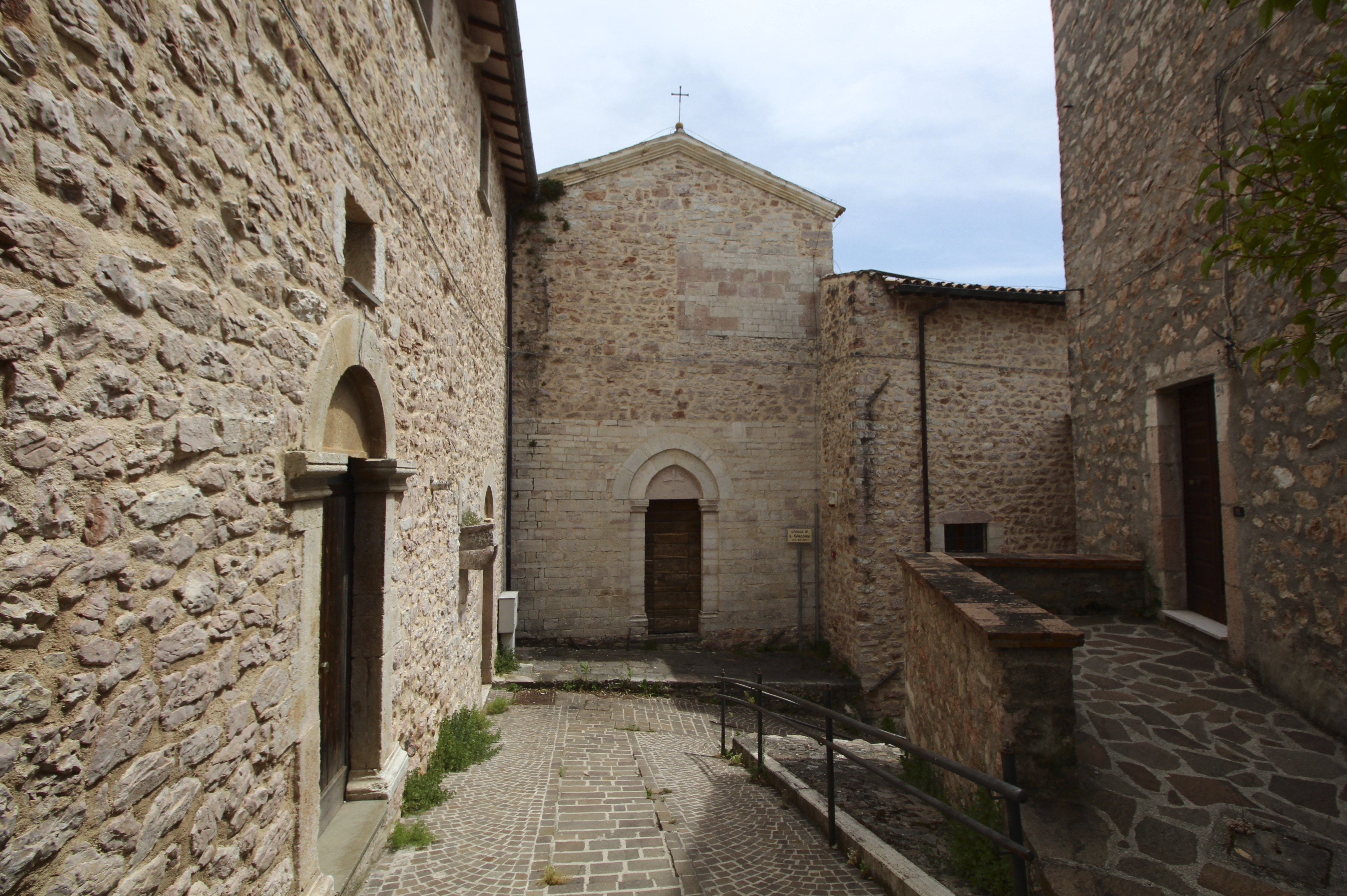
Die Kirche San Giacomo
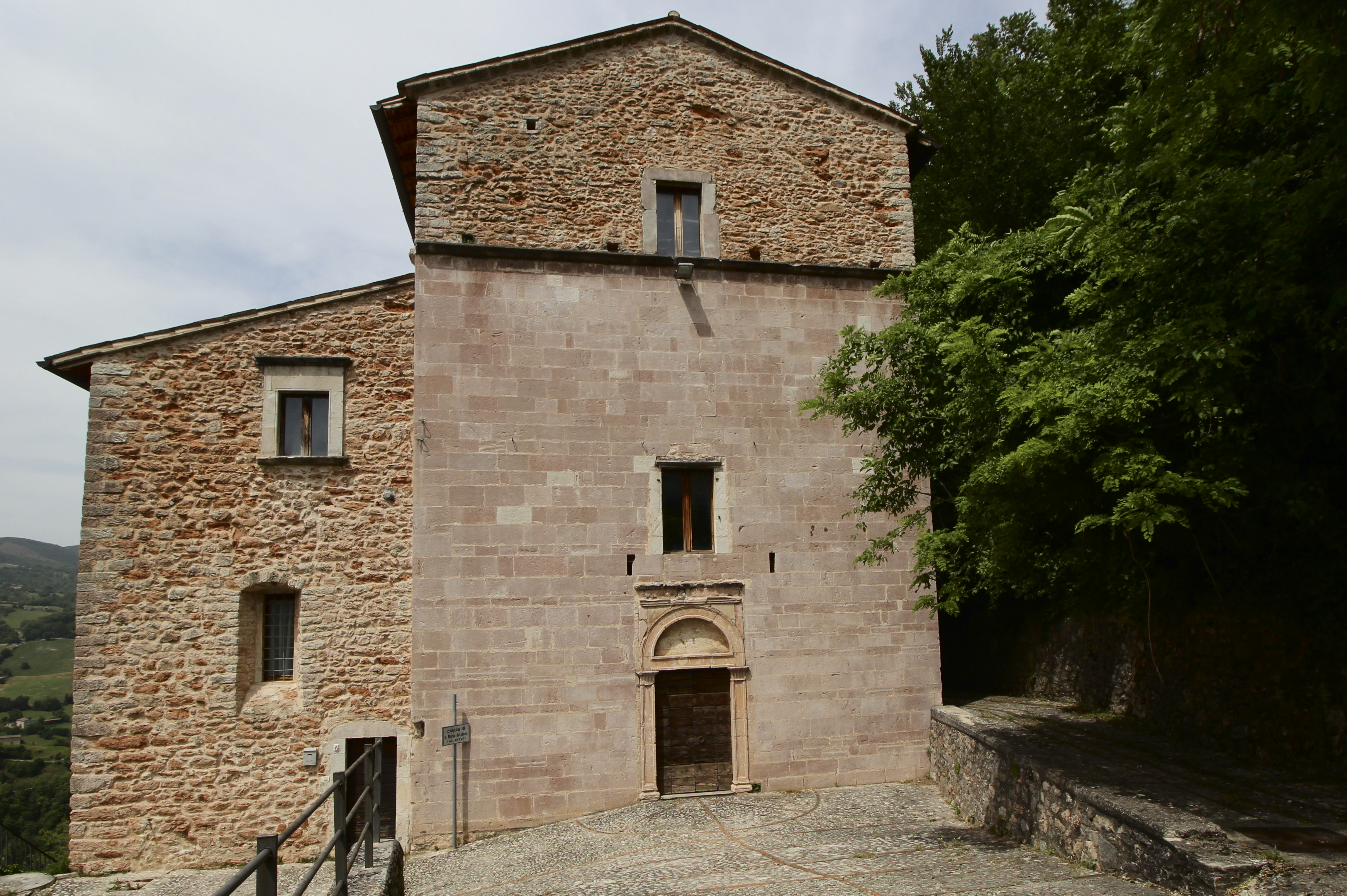
Die Kirche Santa Maria Delibera
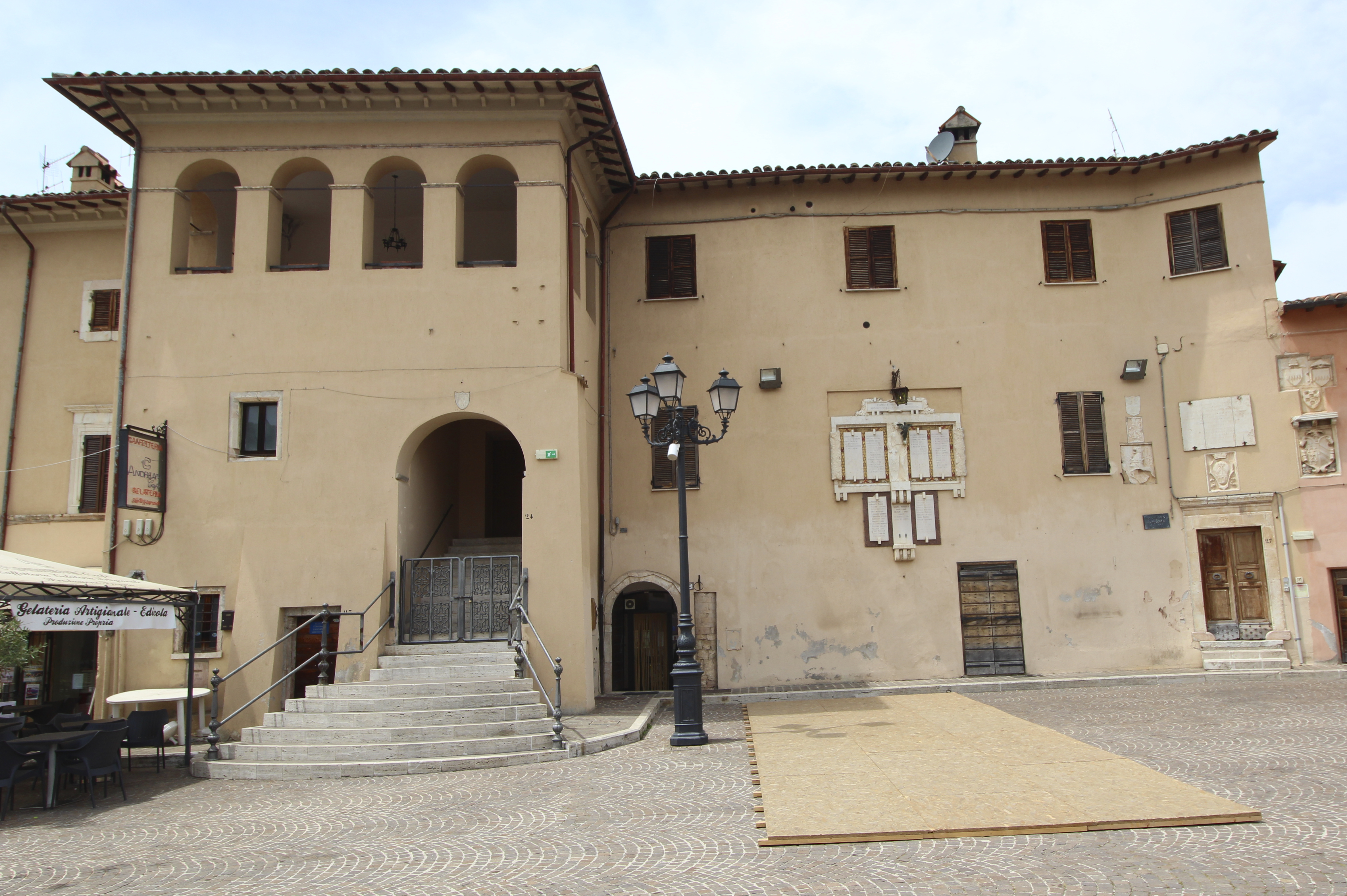
Das alte Rathaus

### In den Ortsteilen

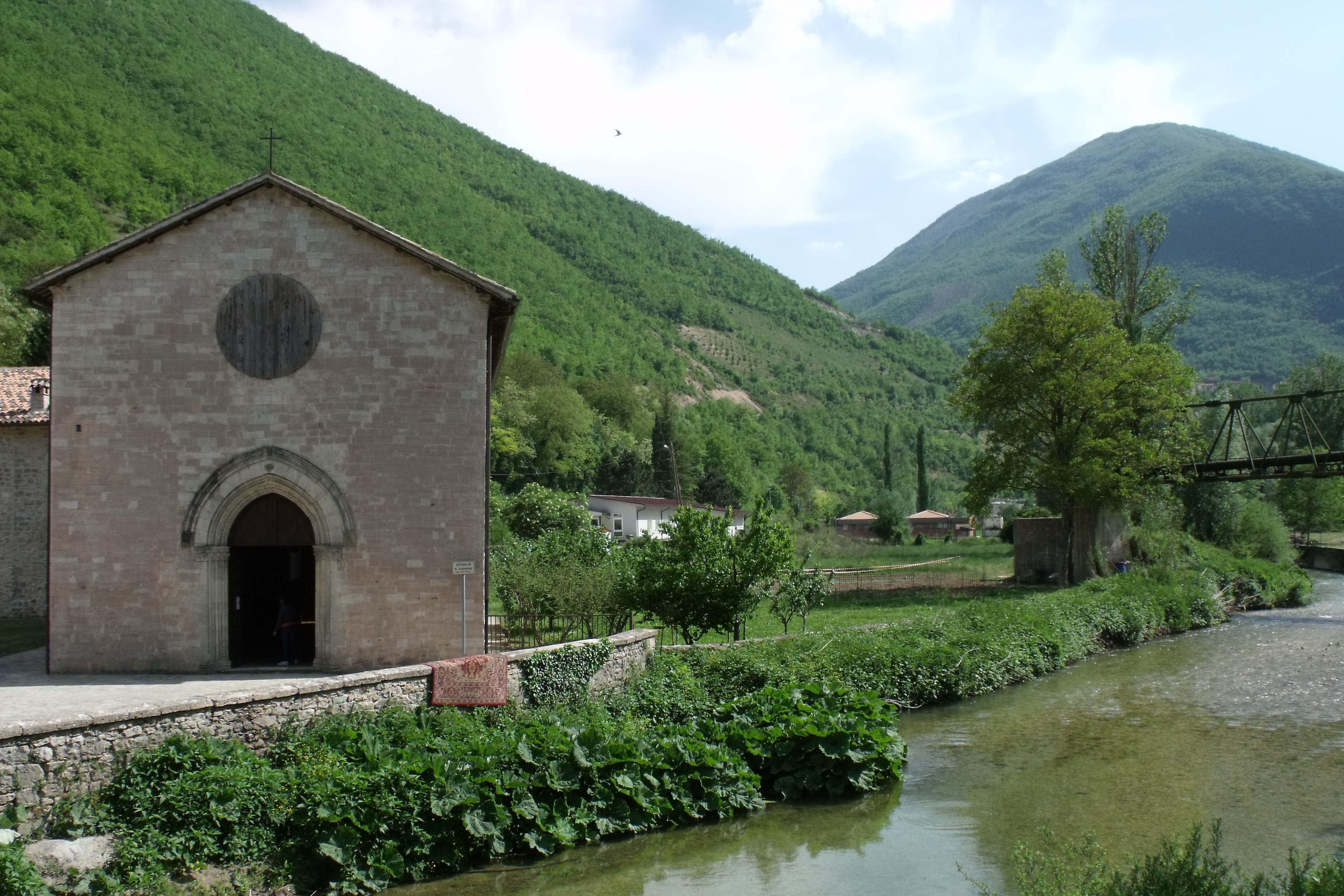
Die Kirche Chiesa di San Lorenzo am Ufer der Nera im Ortsteil Borgo

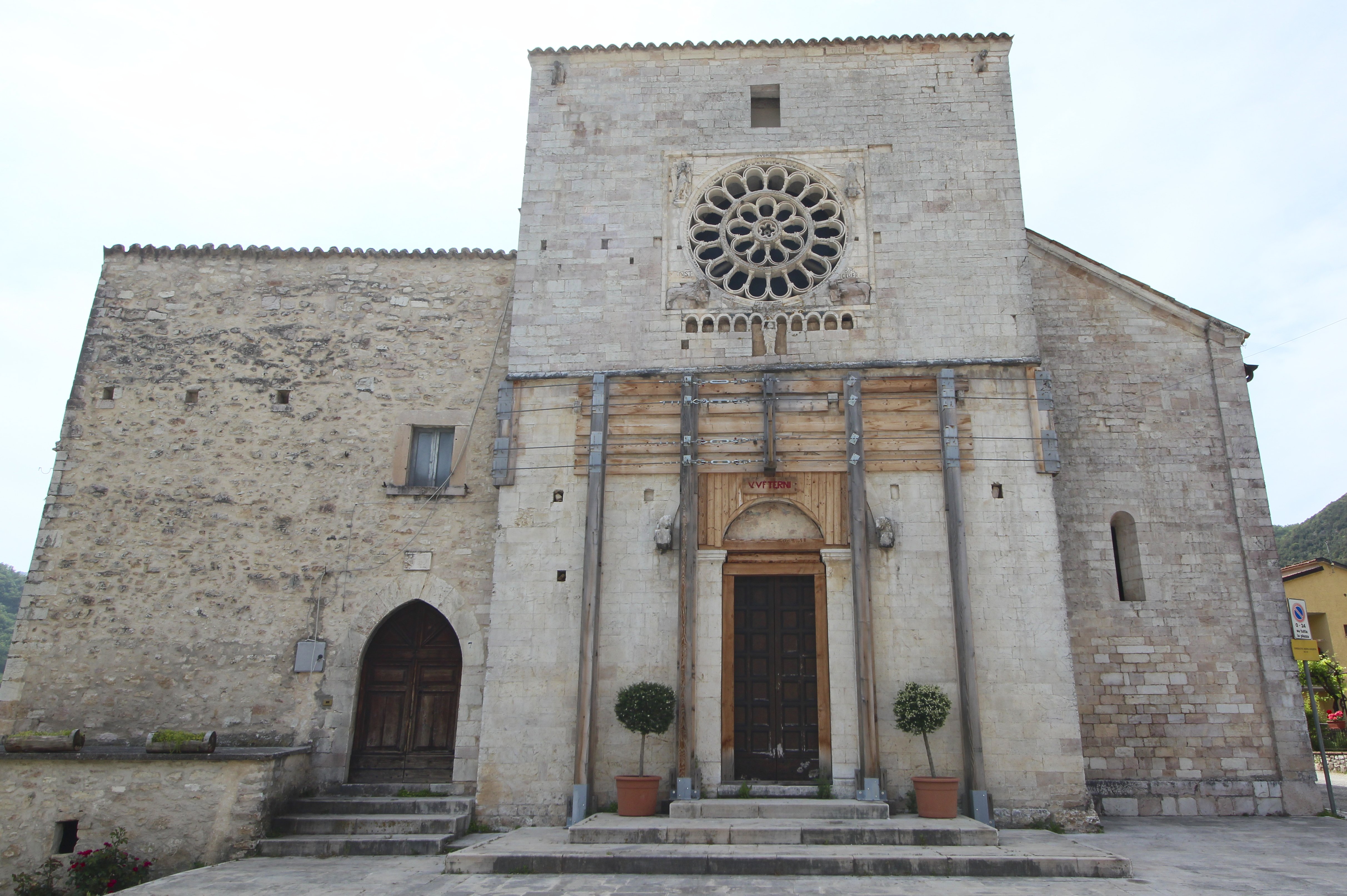
Die Kirche Santa Maria Assunta im Ortsteil Ponte

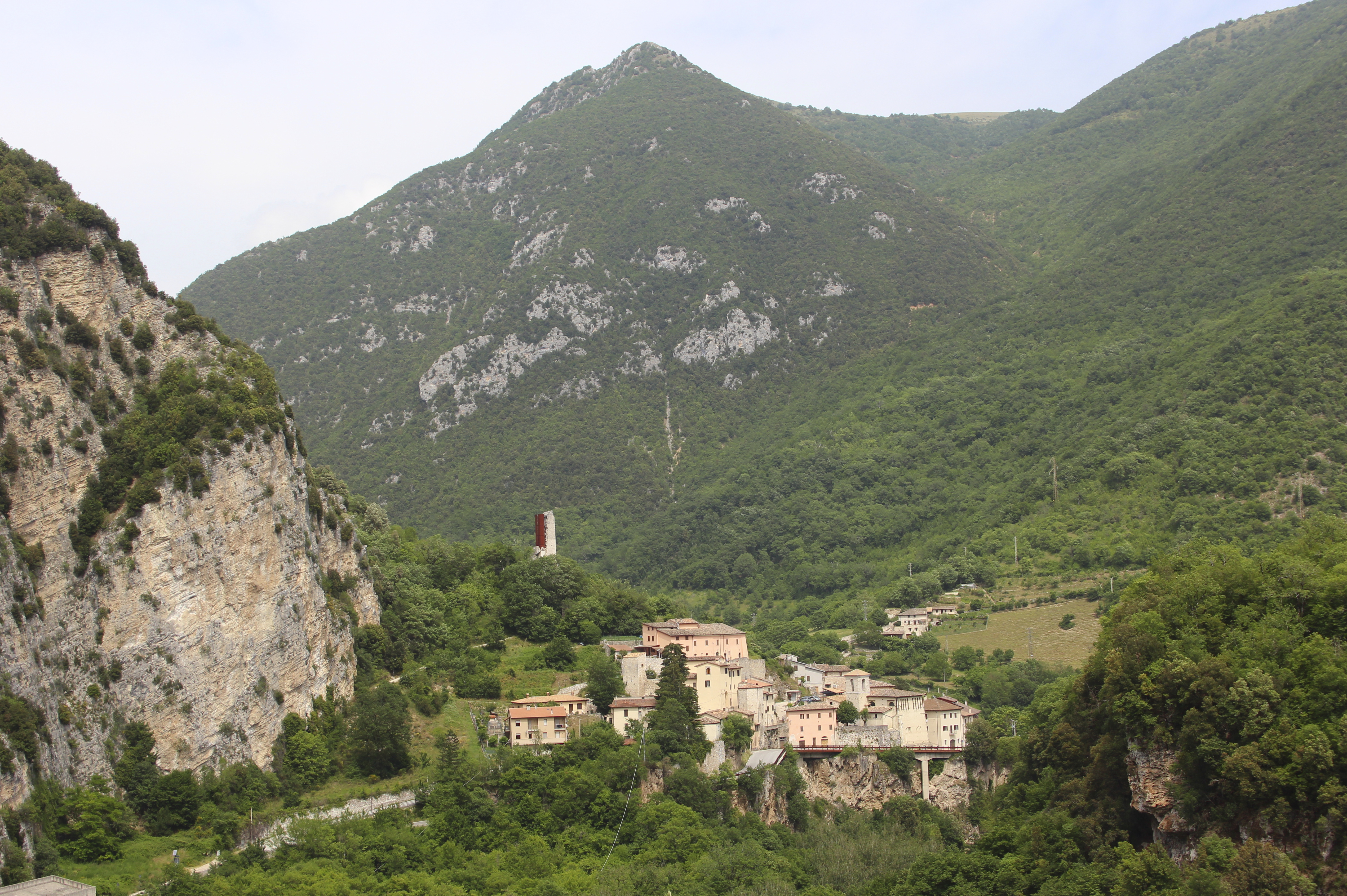
Panorama von Triponzo

- Chiesa di San Lorenzo, Kirche am Ufer der Nera im Ortsteil Borgo Cerreto, die im 13. Jahrhundert entstand und bis 1804 nach Franz von Assisi (San Francesco) benannt war.
- Chiesa di San Paterniano, Kirche auf dem Felsvorsprung zwischen Cerreto Alto und Borgo, von der heute nur noch die Sakristei und das Presbyterium erhalten ist.
- Chiesa San Giovanni Battista, Kirche im Ortsteil Bugiano, 12./13. Jahrhundert.
- Santuario della Madonna del Monte, Sanktuarium in Fergino, 14. Jahrhundert.
- Chiesa della Madonna Addolorata, Kirche im Ortsteil Macchia, 17. Jahrhundert.
- Chiesa di San Pietro, Kirche im Ortsteil Nortosce aus dem 14. Jahrhundert.
- Chiesa di Santa Maria di Ponte, auch Chiesa di Santa Maria Assunta genannt, Pieve im Ortsteil Ponte, die im 12. Jahrhundert entstand.
- Chiesa di San Giacomo, Kirche im Ortsteil Rocchetta aus dem 14. Jahrhundert.
- Chiesa di Santa Maria del Verde, Kirche im Ortsteil Rocchetta.
- Chiesa di Santa Caterina, Kirche aus dem 14. Jahrhundert im Ortsteil Triponzo.
- Madonna delle Grazie, Kirche im Ortsteil Triponzo.
- Convento della Madonna di Costantinopoli, Ex-Kloster aus dem Jahr 1692.
- Eremo della Madonna della Stella, Eremitage am Fuße des Berges Monte Maggio, die teilweise in den Fels gemeißelt wurde und bereits um 1630 von den Augustinermönchen wieder verlassen wurde.

## Söhne und Töchter der Gemeinde
- Antonio Buoncristiani (* 1943), von 2001 bis 2019 Erzbischof von Siena
- Giovanni Pontano (1429–1503), Vertreter des italienischen Humanismus im 15. Jahrhundert
- Ludovico Pontano (1409–1439), Jurist